# ريرز إيلي
ريرز إيلي (بالرومانية: Rareș Ilie)‏ هو لاعب كرة قدم روماني في مركز الوسط، ولد في 19 أبريل 2003 في بوخارست في رومانيا. لعب مع AS Academia Rapid București ‏.

## وصلات خارجية
- ريرز إيلي على موقع الاتحاد الأوربي (الإنجليزية)
- ريرز إيلي على موقع قاعدة بيانات كرة القدم.إي يو (الإنجليزية)
- ريرز إيلي على موقع ليكيب (الفرنسية)
- ريرز إيلي على موقع Soccerway.com (الإنجليزية)
- ريرز إيلي على موقع عالم كرة القدم.نت (الإنجليزية)